# Dioktil sebakat
Dioktil sebakat , ili di(2-etilheksil) sebakat, je organsko jedinjenje koje je diestar sebacinske kiseline i 2-etilheksanola.
On je uljasta bezbojna tečnost i koristi se kao plastifikator, najčešće u C4 eksplozivu. On je takođe prisutan u Dot 5 fluidu za kočnice.

## Fizičke osobinie
- Relativna gustina pare (vazduh = 1): 14.7
- Radna granica izloženosti: nije definisana